# Beatris od Bezjea
Beatris od Bezjea (fr. Béatrice de Béziers) bila je francuska plemkinja, grofica grada Tuluza.
Njen otac je bio plemić Rajmond I Trenkavel, koji je imao barem dve supruge. Jedna od njih je bila plemkinja Adelajda, čije je porijeklo nepoznato. Ona je rodila Ceciliju, Adelajdu i Beatris.
Beatris je bila polusestra Ruđera II Trenkavela.
Plemić Rajmond VI od Tuluza oženio je Beatris nakon smrti svoje žene Ermesende od Peleta. Rajmond i Beatris bili su roditelji kraljice Navare, Konstance, koja je bila supruga kralja Sanča VII, ali se ipak razvela od njega (navodno zbog homoseksualnosti).
1189. Beatris se razvela te je postala katarka, premda je prije bila katolikinja. Bila je vrlo važna među drugim katarima. Nije smela jesti meso ni imati polne odnose.